# Đài hái
Đài hái hay còn gọi beo, sén, huất sơn, du qua, dây mỡ lợn, dây hái, then hái, mướp rừng, (danh pháp khoa học: Hodgsonia macrocarpa) là một loài thực vật có hoa trong họ Cucurbitaceae. Loài này được (Blume) Cogn. mô tả khoa học đầu tiên năm 1881.

## Mô tả
Đài hái là một loại thực vật dây leo, mọc khỏe, có thân nhẵn và có thể dài đến hơn 30 m. Chúng có lá hình tim, phiến lá chia ra 3 hoặc 5 thùy, chiều rộng khoảng chừng từ 15 đến 25 cm. Mặt trên phiến lá có màu xanh lục, mặt dưới màu xanh nhạt hơn, dai và cứng nhẵn; hình dáng thùy thuôn dài và có đầu nhọn. Khi lá còn non, lá có thể không chia thùy hoặc chỉ chia ra 2 thùy.
Tua cuốn của đài hái to khỏe và quăn xoắn. Hoa đực mọc thành từng chùm với dạng ngù, hoa cái ngược lại mọc đơn độc ở kẽ lá. Khi ra quả, quả đài hái có hình cầu và to bằng đầu người, có đường kính lên đến 20 cm, trên bề mặt quả có khoảng 10 đến 12 khía trông không rõ, cùi màu trắng.
Mỗi quả có từ 6 đến 12 hạt, mỗi hạt rất to dài đến 8 cm và rộng 5 cm, có hình trứng dẹt, có lá mầm rất phát triển với một mặt phẳng một mặt khum.

## Sinh thái
Đài hái là một loại cây đẹp, chúng mọc hoang, leo lên trên các cây to khác trong rừng, phía trên chúng chia thành nhiều cành mọc xen kẽ nhau và phủ lên trên cây chủ tựa như những lá màu xanh thẫm, trông rất độc đáo.
Do hạt của cây nhẹ và có thể nổi trên mặt nước, vào mùa mưa, hạt có thể trôi theo dòng suối và sông ngòi ra tận ngoài bờ biển.
Quả có thể được thu hoạch vào các tháng 11, 12 hoặc tháng 1, 2 năm sau.

## Phân bố

### Thế giới
Phân bố ở một số tỉnh ở miền nam Trung Quốc, Ấn Độ, Indonesia, Malaysia và Nhật Bản.

### Việt Nam
Được tìm thấy ở các tỉnh Hà Giang, Tuyên Quang, Vĩnh Phúc, Phú Thọ, Bắc Ninh, Thái Nguyên, Thanh Hóa, Nghệ An, Hà Tĩnh và các tỉnh miền núi nói chung.

## Thành phần hóa học
Hạt của cây đài hái có chứa rất nhiều dầu, tỷ lệ có thể đạt từ tới 60% đến 70%. Dầu của hạt hơi đặc, có màu vàng nhạt, không mùi, không vị và tương tự như mỡ lợn, do đó còn có tên là cây mỡ lợn. Khi để cho dầu lắng, phân tách thành hai lớp, lớp ở trên chứa khoảng 20% panmitin, lớp dưới phần lớn là chất olein. Hạt không có tính độc.

## Ứng dụng
Có thể nướng quả và sử dụng như một loại thực phẩm. Ngoài ra, hạt có thể ép làm dầu ăn thay mỡ lợn hoặc dùng để thắp đèn. Tại đảo Borneo, Indonesia, người ta dùng dầu đài hái để xoa bụng những người phụ nữ vừa ở cữ cũng như trộn chung với tro lá địa liền và dầu dừa để bôi vào vú phụ nữ bị sưng. Lá có thể dùng để chữa bệnh loét mũi bằng cách sắc hay đốt lấy khói xông. Nước ép từ thân đài hái cũng dùng để chữa bệnh này.

## Gieo trồng
Cây đài hái có thể trồng bằng hạt hoặc giâm cành. Khi giâm cành, người ta cắt thân ra những mẫu khoảng từ 40 đến 50 cm, khoanh tròn, trồng vào những hố đã đào sẵn từ trước. Hố phải sâu từ 50 đến 60 cm, rộng chừng 35 đến 40 cm và đã đổ sẵn phân tro.
Sau hai năm, một cây có thể cho trung bình từ 50 đến 60 quả hoặc hơn tùy vào điều kiện chăm sóc. Đặc biệt có trường hợp lên đến 200 quả.

## Hình ảnh

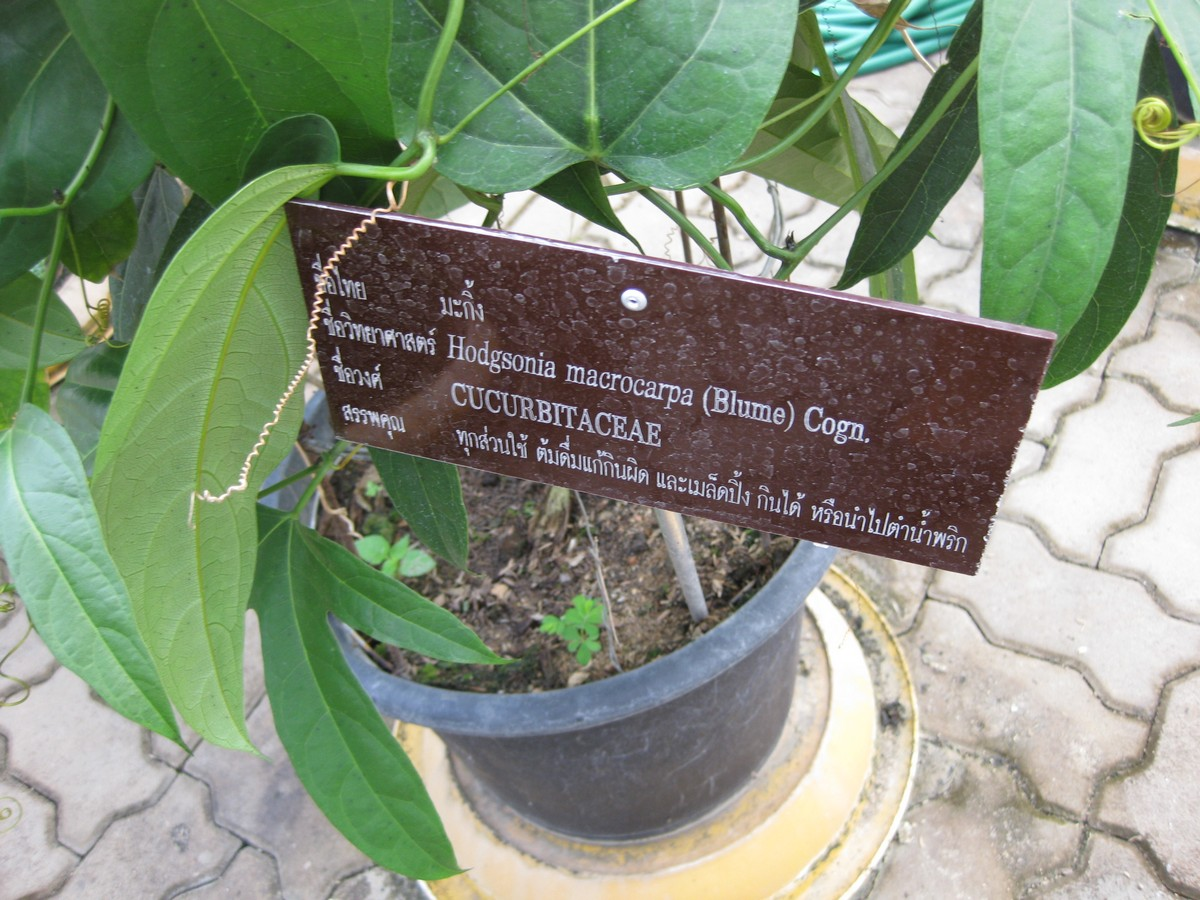